# 古賀康誠
古賀 康誠（こが こうせい、2004年9月3日 - ）は、福岡県北九州市若松区出身のプロ野球選手（投手・育成選手）。左投左打。東北楽天ゴールデンイーグルス所属。

## 経歴

### プロ入り前
下関国際高等学校では、1年生の夏から背番号11でベンチ入り。同年秋からは背番号1でベンチ入りし、2年生エースとしてチームを第93回選抜高等学校野球大会に導く。3年生の夏には、エースとして第104回全国高等学校野球選手権大会に出場し、チームを甲子園準優勝に導いた。
2022年のドラフト会議にて、東北楽天ゴールデンイーグルスから育成2位指名を受けた。11月10日に山口県内のホテルで契約交渉に臨み、支度金300万円、年俸200万円（金額はいずれも推定）で入団に合意した。背番号は130。

### 楽天時代
2023年は二軍での登板はなかった。
2024年は二軍で20試合に登板。2勝5敗、防御率3.55を記録した。

## 選手としての特徴
ストレートの最速は147km/h。キレのいいスライダーを武器としている。

## 人物
2022年ファン感謝祭と合わせて実施された新入団選手発表会見では、田中将大の体の大きさに衝撃を受け、自身の目標とした。

## 詳細情報

### 背番号
- 130（2023年[4] - ）